# Roseland, New Jersey
Roseland är en kommun (borough) i Essex County i New Jersey. Vid 2020 års folkräkning hade Roseland 6 299 invånare.